# Drahoslava Kopová
Drahoslava Kopová (rodným jménem Křížová; 5. října 1933, Praha – 24. února 2022, Odolena Voda) byla česká volejbalistka, která reprezentovala Československo. S jeho ženskou reprezentací získala zlatou medaili na mistrovství Evropy v roce 1955. Má též stříbro z evropského šampionátu v roce 1958 a bronz z mistrovství světa v roce 1960. Zúčastnila se též mistrovství světa 1962 (5. místo) a mistrovství Evropy 1963 (6. místo). Za národní tým nastupovala v letech 1955–1963. Hrála za kluby Slovan SV TVS Praha, ÚDA Praha, Slavoj Praha, Tatran Střešovice a Start Praha. Dvakrát se stala mistryní Československa s ÚDA (1955, 1956), jednou se Slavojem (1957) a jednou se Střešovicemi (1961). Jejím manžel Petr Kop byl rovněž volejbalovým reprezentantem, stejně tak syn Martin Kop.